# Kharūzān
Kharūzān (persiska: خروزان) är en ort i Iran.   Den ligger i provinsen Qazvin, i den nordvästra delen av landet, 150 km väster om huvudstaden Teheran. Kharūzān ligger 1 254 meter över havet och antalet invånare är 494.
Terrängen runt Kharūzān är platt.Runt Kharūzān är det ganska tätbefolkat, med 108 invånare per kvadratkilometer. Närmaste större samhälle är Tākestān, 16,4 km nordväst om Kharūzān. Trakten runt Kharūzān består i huvudsak av gräsmarker.